# 李建成
李 建成（り けんせい）は、唐の初代皇帝高祖李淵の長男。高祖の即位に伴い皇太子に立てられたが、玄武門の変にて弟の李元吉とともに次弟の李世民（太宗）に殺された。

## 経歴
開皇9年（589年）、李淵と竇夫人（後に太穆皇后と追尊される）の間の長男として生まれた。小字（幼名）は毗沙門。
隋末に父の李淵が山西河東慰撫大使として盗賊の追捕にあたったとき、李建成は河東で留守を守った。大業13年（617年）、李淵が太原で反隋の兵を起こすと、左領軍大都督に任じられ、隴西郡公に封じられた。このとき、李建成は左軍を統轄し、弟の李世民は右軍を統轄することとなった。軍を南下させると、西河を攻略し、長安（大興城）を平定した。恭帝が即位すると、撫軍大将軍・東討元帥となり、王世充と戦い、尚書令に任じられた。李淵が恭帝から禅譲を受けて帝位につくと、皇太子に立てられた。将軍の桑顕和とともに司竹の群盗を討ち、平定した。涼州の安興貴が李軌を捕らえて降伏を申し出ると、原州でその応接にあたった。稽胡の劉仚成が辺境を侵すと、鄜州でこれを撃破した。武徳6年（623年）、李元吉とともに河北の劉黒闥を攻撃し、これを捕らえた。
隋末唐初の戦乱にあって、弟の李世民の戦功がめざましく、李建成は太子位を奪われることを恐れて、太子中允の王珪や太子洗馬の魏徴らを任用して謀士とした。張婕妤や尹徳妃ら後宮の妃嬪と結んで、たびたび李世民を父に誣告し陥れようとした。また驍勇の士や長安の悪少年を募って護衛とし、長林門に駐屯させて、長林兵と号した。武徳7年（624年）、慶州総管楊文幹が徴募した兵を長安に送らせ、これに乗じて兵変を起こそうとしたが、事前に情報が漏れたため、李淵による譴責を受けた。武徳9年（626年）、突厥が辺境を侵した機会に乗じて、李元吉を北伐のためといって推薦し、その兵をもって兵変を起こそうとした。李元吉とともに宮廷に参内する途中、玄武門で李世民の兵に攻撃され、李世民の引いた弓に射られて殺された。
李建成の5人の男子は、事件に連座して処刑された。詔により李建成の属籍は除かれた。
太宗が即位すると、息王に追封され、諡を隠とし、諸侯の礼をもって改葬された。史書では隠太子と称された。

## 家族

### 妻妾
- 妻：鄭観音（599年 - 676年）

### 子女
- 男子：太原王李承宗（早世）、安陸王李承道、河東王李承徳、武安王李承訓、汝南王李承明、鉅鹿王李承義
  - いずれも李世民に殺された
- 女子：李氏（夭折）、聞喜県主李婉順

## 評価
正史では、李建成は好色で酒を嗜み、狩猟を好んで節度がなく、驕慢で士をあわれまない人物として描写されている。しかし『資治通鑑』では、酒色や狩猟を好んだことを別にして、「太子建成、性寛簡」（唐紀六、武徳五年）や「建成性頗仁厚」（唐紀七、武徳七年）といった肯定的な評価がみられる。このことから、太宗もしくはその周辺の人物が、奪位を正当化するために記録上の李建成の評価を貶めるよう操作したのではないかとの疑いが持たれている。玄武門の変にいたる経緯をみても、記録上では李建成・李元吉兄弟が積極的に李世民を追い落としにかかり、李世民は受け身で自衛的な対応に終始しているが、それほど一方的なものだったのかは判らない。

## 伝記資料
- 『旧唐書』巻64 列伝第14「隠太子建成伝」
- 『新唐書』巻79 列伝第4「隠太子建成伝」
- 『大唐創業起居注』
- 『大唐故隠太子妃鄭氏墓誌銘』